# オイゲン・フォン・クヴァート・ツー・ヴィクラート・ウント・イズニ
オイゲン・フランツィスクス・デ・パウラ・ヨーゼフ・マリア・アルバン・カスパール・グラーフ・フォン・クヴァート・ツー・ヴィクラート・ウント・イズニ  (Eugen Franziskus de Paula Joseph Maria Alban Kaspar Graf von Quadt zu Wykradt und Isny、1887年1月6日 - 1940年10月19日) は、ドイツの軍人、政治家。ナチス・ドイツのバイエルン州経済大臣を務めた。 

## 生涯
オイゲン・フォン・クヴァート・ツー・ヴィクラート・ウント・イズニはドイツ貴族クヴァート家の出で、父クヴァート侯ベルトラム1世 (1849年 - 1927年) と母ルードヴィカ・フォン・シェーンブルク＝ハルテンシュタイン (1856年 - 1932年) の間に生まれた。1909年9月21日にミュンヘンでパウリーネ・ツー・ケーニグゼグ＝アウレンドルフ女伯爵と結婚した。 
ギムナジウム卒業後に職業軍人となり、1908年から第一重騎兵連隊プリンツ・カール・フォン・バイエルンの連隊副官を務めた。1913年から1914年にかけて、ベルリンのバイエルン公使館に駐在武官として赴任した。 第一次世界大戦ではバイエルン王太子ループレヒト率いる王太子ループレヒト軍集団麾下のドイツ帝国陸軍第6軍やマッケンゼン軍集団の最高司令官付上級副官を務めた。騎兵大尉で除隊した後、1924年までミュンヘンの工業会社で役員を務めていた。 
バイエルン人民党に入党し、1930年9月にはドイツ国会議員となった。ナチ党が権力を掌握した後の1933年4月25日には元バイエルン人民党員でナチ党に移籍した州首相ルートヴィヒ・ジーヴェルトの下で経済相として入閣した。これは非ナチ党員から唯一の入閣で、彼がバイエルン経済の影の実力者と見なされていたことによる。しかしわずか2ヶ月後の同年6月27日にはバイエルン人民党の職員が逮捕されたことに抗議して辞任した。その後、強制的同一化の過程でバイエルン人民党が解散する際には、ミュンヘンのシュタデルハイム刑務所に収監されていた党議長フリッツ・シェッファー(de:Fritz Schäffer)とともに1933年7月4日に解散宣言を承認した。彼はバイエルン人民党員にナチ党への移籍を呼びかけたが、ほとんど反応はなかった。彼自身はバイエルン人民党の解散に合わせてナチ党に参加し、ナチ党所属の国会議員となった。ヨアヒム・リーラによれば、クヴァートは1933年7月4日にナチ党への入党届を出したものの、最終的に受理されたのは1937年5月1日のことだったという。その後、死去するまでクヴァートは実質的には機能していないドイツ国会で議員の座を保った。
1934年には突撃隊に加入して班指導者 (SA-Rottenführer、兵長に相当) となり、1935年には下級中隊指導者 (SS-Untersturmführer、少尉に相当) として親衛隊に移った。1938年9月11日には高級中隊指導者 (SS-Hauptsturmführer、大尉に相当) となった。 